# Tito Aureliano
Tito Aureliano Neto, ou simplesmente Tito Aureliano (Recife, 28 de dezembro de 1989), é um paleontólogo, pesquisador, divulgador científico e escritor brasileiro.

## Biografia
Apesar de nascido na cidade de Recife, Tito passou a morar em Brasília ainda criança, com os pais e a irmã. Durante a infância, começou a se interessar pela área de paleontologia. Teve passagem pela Universidade de Brasília (UnB), até que completou sua graduação em Geologia pela Universidade Federal de Pernambuco (UFPE). Mais tarde, fez mestrado e doutorado em Ciências pela Universidade Estadual de Campinas (Unicamp). É especialista no estudo de tecidos fossilizados e sua pesquisa de doutorado foi um estudo da evolução do sistema respiratório de dinossauros por meio da histologia de tecidos fossilizados.
Em janeiro de 2010, juntou-se ao blog Colecionadores de Ossos, focado em divulgação científica sobre paleontologia e criado por sua esposa, a cientista Aline Ghilardi. O blog se transformou em canal no YouTube em 2014 e se consolidou como uma das principais produções do gênero no Brasil. Em 2015, Tito lançou o livro Dino Hazard: Realidade Oculta, um romance que iniciou a franquia Dino Hazard , o livro ganhou versões em espanhol e inglês e gerou uma prequel em RPG eletrônico intítulada Dino Hazard: Chronos Blackout (2023).
No âmbito da pesquisa, Tito participou de pesquisas sobre o super crocodiliano extinto Purussaurus, e o Sousatitan. Ele e seus colegas descreveram os primeiros parasitas fossilizados encontrados dentro dos canais vasculares de um dinossauro, ao mesmo tempo em que descreveram o desenvolvimento da osteomielite em tecido ósseo fossilizado de 83 milhões de anos e também a menor espécie de titanossauro conhecida, o Ibirania.  Possui publicações científicas em revistas de grupos editoriais como Nature, Plos, Wiley e Elsevier. Também realiza atividades em comunicação científica, e seu estúdio produz material literário, audiovisual e jogos com mais de 200 obras e com distribuição em mais de 40 países .
Tito também foi um dos grandes apoiadores da campanha #UbirajaraBelongstoBR, (Ubirajara pertence ao Brasil), uma campanha criada pela paleontóloga Aline Ghilardi para que, 27 anos depois de deixar o Brasil ilegalmente e ir para um museu alemão, o fóssil do dinossauro Ubirajara jubatus voltasse ao seu país de origem.
Desde 2020, junto à Aline Ghilardi, é um dos coordenadores do DINOlab - Diversity, Ichnology and Osteohistology Laboratory, vinculado à Universidade Federal do Rio Grande do Norte (UFRN).

## Vida pessoal
Tito Aureliano é casado com a paleontóloga Aline Ghilardi. Ele também é bisneto de Rodolfo Aureliano, um dos primeiros desembargadores negros do Brasil.

## Obras
- 2012: Mesozoic tales (Ficção; jogo de tabuleiro);
- 2016: Dino Hazard: Realidade Oculta (Ficção; livro);
- 2021: Dino Hazard: Comics - Vol.1 (Ficção; graphic novel; co-autor junto com Márcio L. Castro)
- 2023: A Ascensão de um Império (Não-Ficção; livro; co-autor junto com Aline M. Ghilardi)
- 2023: Dino Hazard: Chronos Blackout (Ficção; jogo eletrônico; co-autor junto com Aline M. Ghilardi)

## Ligações Externas
- Colecionadores de Ossos no YouTube